# Valentine Scuotto
Valentine Scuotto, née le 18 juin 1979, est une skieuse acrobatique française spécialiste du ski cross. 

## Palmarès

### Coupe du monde de ski acrobatique
- Meilleur classement général : 9e en 2003.
- 1 petit globe de cristal :
  - Vainqueur du classement skicross en 2003.
- 4 podiums dans les épreuves de coupe du monde.

### Championnats de France Elite
- Vice-championne de France en 2003 et 2006